# Fasolada

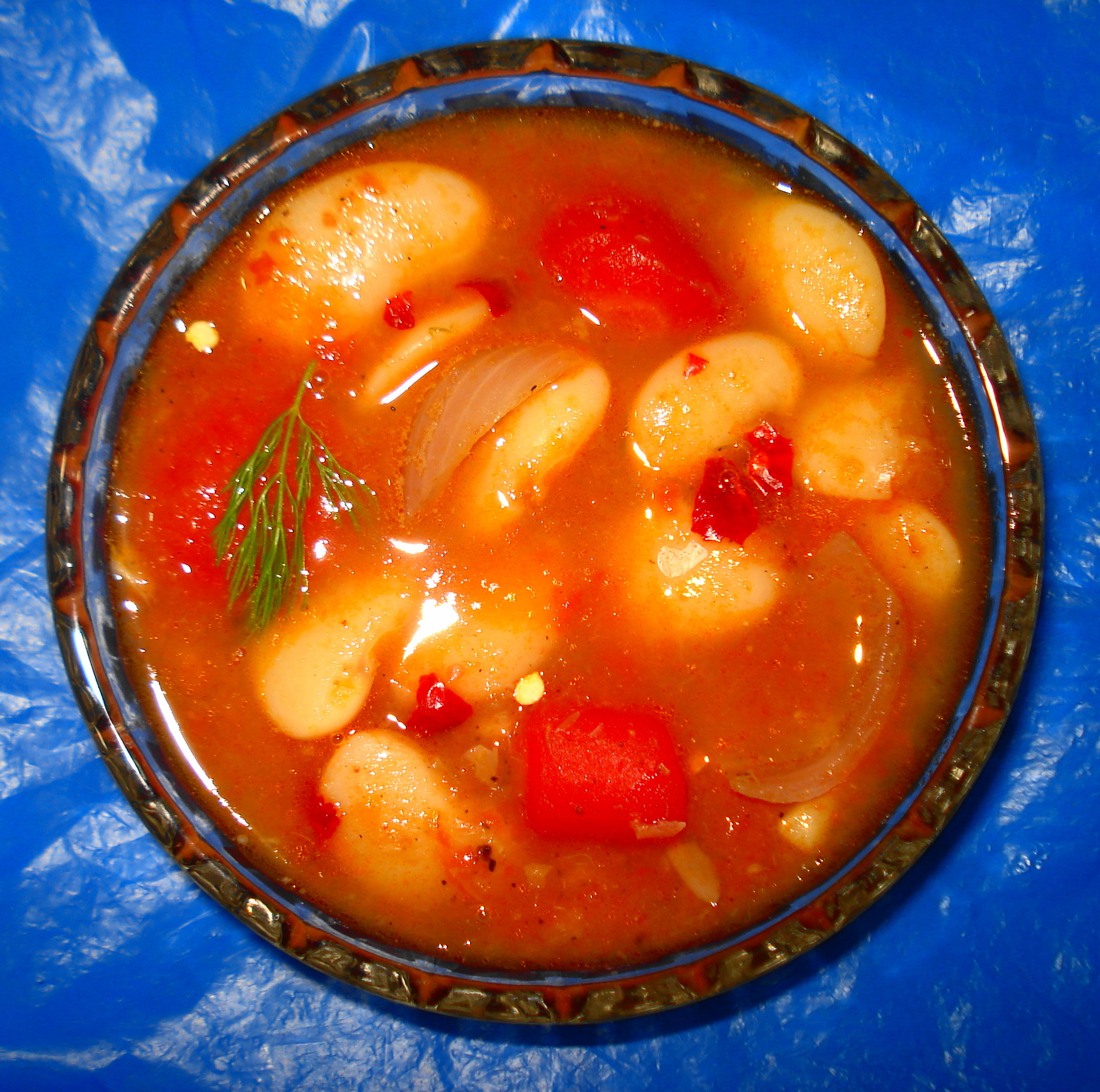
Fasolada

Fasolada (ngr. φασολάδα – transkrybowane również jako fassolada lub fassoulada; arab. فاصوليا fasoulia, wł. pasta fazool lub poprawniej pasta e fagioli; znana także pod nazwą greckej zupy fasolowej, ang. Greek bean soup) – jedna z najpopularniejszych zup w kuchni greckiej. 
Jest zupą wegetariańską, jej podstawowymi składnikami jest biała fasola oraz oliwa. W różnych regionach Grecji dodaje się do niej rozmaite inne składniki, takie jak marchew, selery, pomidory, liście laurowe czy też cebulę. Jest także popularna na Cyprze, wskutek czego niekiedy błędnie zaliczana także do kuchni cypryjskiej, gdzie występuje pod arabską nazwą fasoulia.